# Eatoniella rakiura
Eatoniella rakiura är en snäckart som beskrevs av Winston F. Ponder 1965. Eatoniella rakiura ingår i släktet Eatoniella och familjen Eatoniellidae. Inga underarter finns listade i Catalogue of Life.